# Evelyn Edler

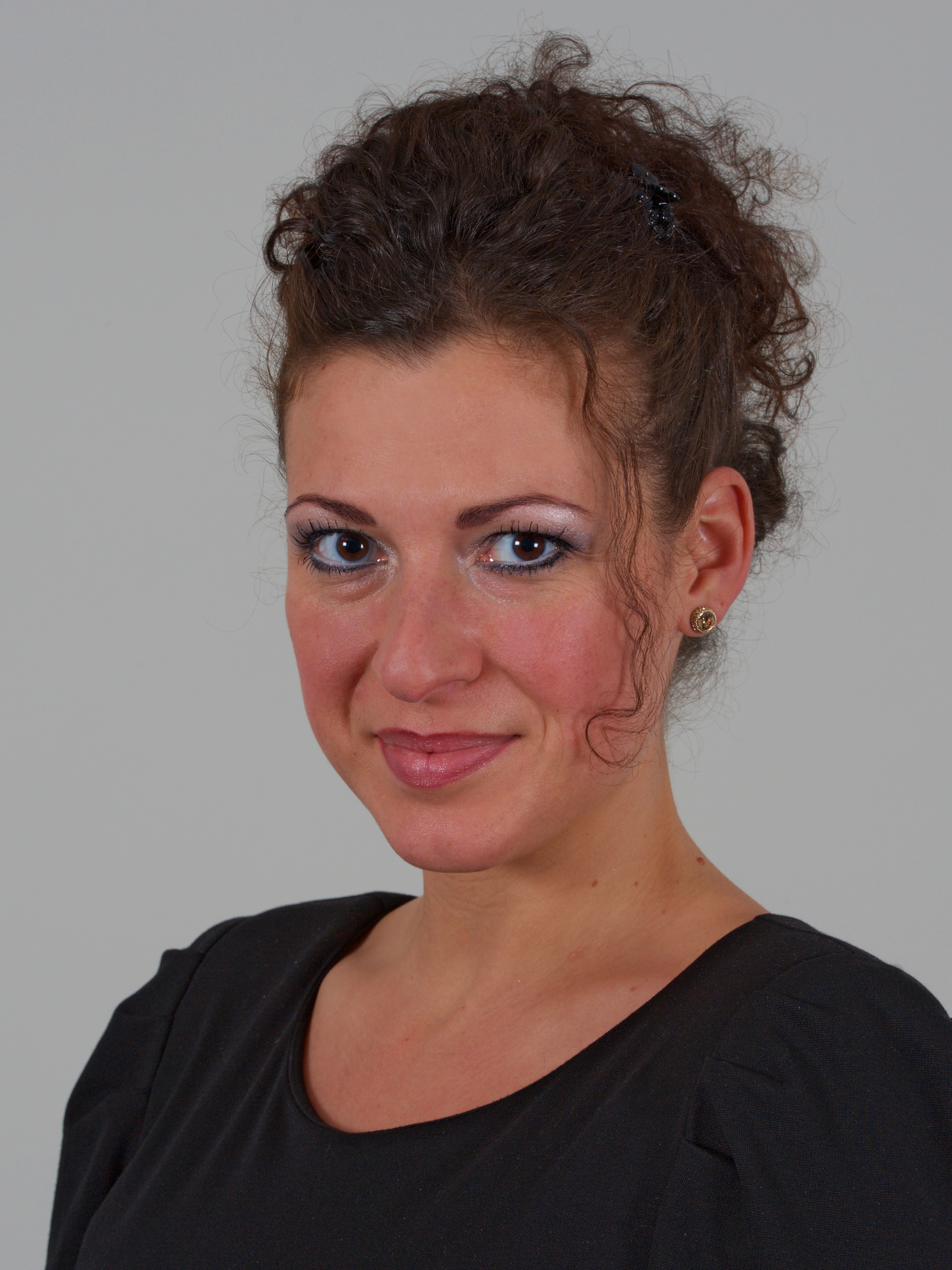
Evelyn Edler, 2012

Evelyn Edler (* 8. April 1981 in Sangerhausen) ist eine deutsche Politikerin der Partei Die Linke. Sie war von 2011 bis 2016 Mitglied des Landtages von Sachsen-Anhalt.

## Leben
Evelyn Edler wurde am 8. April 1981 in Sangerhausen geboren. Von 1987 bis 1991 besuchte sie die Grundschule „Anna Seghers“ in Rothenschirmbach, von 1991 bis 1995 die Realschule in Osterhausen und ab 1995 das Gymnasium in Querfurt, wo sie 1999 das Abitur machte. Von 1999 bis 2000 absolvierte sie ein Freiwilliges Soziales Jahr als Au-pair in New Jersey, USA. An der Hochschule Harz studierte sie von 2000 bis 2004 Tourismuswirtschaft (Wernigerode) und ab 2005 Verwaltungsökonomie (Halberstadt). 2009 machte sie den Abschluss als Diplom-Verwaltungsökonomin (FH). Von 2009 bis 2011 war Edler Projektmitarbeiterin im Projekt juEx beim Landesfrauenrat Sachsen-Anhalt e. V. in Magdeburg.

## Politisches und Gesellschaftliches Engagement
2006 nahm Edler am Mentoringprogramm der Landtagsfraktion der Linken von Sachsen-Anhalt (MdL Eva von Angern) teil. Im Jahr 2008 trat sie in Wernigerode in Die Linke ein. Im Rahmen ihres Studiums absolvierte sie 2009 ein Praktikum bei der Linken-Landtagsfraktion (MdL Guido Henke). Im gleichen Jahr wurde sie Gründungsmitglied der Landesarbeitsgemeinschaft Städtebau- und Wohnungspolitik. Seit 2011 gehört sie dem Kreisvorstand Harz an, dem sie seit 2016 als Kreisvorsitzende vorsteht und ihn als Delegierte auf dem Landesparteitag und dem Bundesparteitag vertritt. Von 2013 bis 2015 gehörte Edler dem Vorstand des Bildungsvereins „kommunalpolitisches forum“ Sachsen-Anhalt e. V. an. Seit 2013 ist sie Mitglied im Landesvorstand der Partei Die Linke Sachsen-Anhalt. Im Jahr 2014 wurde Edler in den Kreistag des Landkreises Harz und in den Stadtrat von Wernigerode gewählt.
Ehrenamtlich engagiert sie sich beim politisch runden Tisch der Frauen, bei Lisa, beim Offenen Kanal Wernigerode e. V., dem Kinderschutzbund Harzkreis e. V. sowie als Fördermitglied in den Vereinen Lobbycontrol, dem Harzklub-Zweigverein Wernigerode e. V., dem Fremdenverkehrsverein Harzgerode-Selketal e. V., dem Landesfrauenrat Sachsen-Anhalt e. V. und dem Förderkreis Hochschule Harz e. V.

## Abgeordnete
Am 18. September 2010 wurde Edler einstimmig zur Direktkandidatin im Landtagswahlkreis 16 (Wernigerode, Oberharz am Brocken, Harzgerode, Allrode) gewählt. Bei der Landtagswahl am 20. März 2011 zog sie auf Listenplatz 19 in den 6. Landtag von Sachsen-Anhalt ein. Im Landtag bekleidete Edler die Funktion der Sprecherin für Verwaltungsmodernisierung und gehörte dem Finanzausschuss als ordentliches Mitglied und dem Innenausschuss sowie dem Landesentwicklungs- und Verkehrsausschuss als stellvertretendes Mitglied an. Der im Jahr 2012 im Landtag von Sachsen-Anhalt auf Antrag der Fraktion Die Linke eingesetzten Enquete-Kommission zur Verwaltungsmodernisierung gehörte Edler als stellvertretende Vorsitzende an. 2013 wurde Edler als stellvertretendes Mitglied im Sportkuratorium Sachsen-Anhalt benannt.